# Love to Love You Baby (album)
| Recensione       | Giudizio |
| ---------------- | -------- |
| AllMusic         |          |
| Robert Christgau | B-       |

Love to Love You Baby è il secondo album della cantautrice statunitense Donna Summer, pubblicato il 27 agosto 1975 dalla Casablanca negli Stati Uniti, dalla Oasis Records in Germania Ovest e dalla Durium Marche Estere in Italia.

## Descrizione
Nell'estate del 1974 Donna Summer si rivolse a Giorgio Moroder e a Pete Bellotte per scrivere una nuova canzone sulla falsariga di Je t'aime... moi non plus di Jane Birkin e Serge Gainsbourg, a quel tempo ritornata nelle parti alte delle classifiche musicali. Una propria canzone erotica con il possibile titolo di Love to Love You, Baby. Moroder in particolare era interessato a sviluppare nuove sonorità del genere disco music, diventate sempre più popolari. Scelse così l'idea della Summer di trasformare la canzone in una traccia disco dai toni esplicitamente sessuali. Venne inizialmente pubblicato un singolo della durata di tre minuti, che non ottenne un gran successo, e solamente un anno dopo, con la pubblicazione di una versione rimasterizzata e molto più lunga, divenne una grande hit internazionale. Moroder ebbe l'idea che la cantante dovesse simulare più orgasmi, ma Donna inizialmente era riluttante; alla fine acconsentì a registrare una demo da cedere ad altri cantanti per una pubblicazione da parte di qualcun altro. La Summer non era del tutto convinta da certi passaggi del testo, per cui alcune parti nel corso della registrazione furono improvvisate (molti anni dopo, durante il programma Behind the Music sull'emittente VH1, la cantante rivelò che per meglio simulare l'estasi sessuale si era immaginata bella come Marilyn Monroe). Moroder apprezzò tanto la sua interpretazione e insistette per pubblicarla; ancora esitante, la Summer infine accettò e la canzone uscì in Europa con il titolo Love to Love You ottenendo un modesto successo.
Prima che, però, la canzone debuttasse sul mercato statunitense Moroder e Summer la sottoposero all'attenzione della Casablanca Records. Il presidente dell'etichetta, Neil Bogart, acconsentì a pubblicarla, ma richiese che Moroder ne realizzasse una nuova versione di una ventina di minuti. Moroder, la Summer ed il produttore Pete Bellotte tornarono da Bogart con una registrazione di diciassette minuti e la Casablanca, dopo aver messo sotto contratto la cantante, pubblicò il singolo nel novembre 1975 con il titolo Love to Love You Baby. Seguì la realizzazione di un intero album con un lato A completamente occupato dalla versione intera della title track.
Sul lato B sono presenti quattro tracce e una ripresa di una di esse, brani dal ritmo più soul/R&B: Full of Emptiness, già presente nel precedente album Lady of the Night, e Whispering Waves sono ballate, mentre Need-a-Man Blues possiede una sfumatura più pop/disco e Pandora's Box ha un andamento intermedio. Il lato B è diverso in alcuni Paesi europei: nei Paesi Bassi contiene il brano Virgin Mary al posto della prima versione di Full of Emptiness; in alcune pubblicazioni in Germania Whispering Waves ed entrambe le versioni di Full of Emptiness furono sostituite da Lady of the Night e The Hostage; in Francia The Hostage venne aggiunta alla fine come bonus track.

## Successo commerciale
Love to Love You Baby divenne il primo singolo e la prima hit di Donna Summer, raggiungendo, nei primi mesi del 1976, il 2º posto nella classifica Billboard Hot 100, oltre a diventare la prima numero 1 nella classifica Hot Dance Club Play. L'album, che era uscito a fine 1975, negli Stati Uniti vinse un disco d'oro raggiungendo la top 20, così come la conquistò nel Regno Unito.

## Tracce
1. Love to Love You Baby – 16:50 (Pete Bellotte - Giorgio Moroder - Donna Summer)
2. Full of Emptiness – 2:22 (Pete Bellotte - Giorgio Moroder)
3. Need-a-Man Blues – 4:30 (Pete Bellotte - Giorgio Moroder)
4. Whispering Waves – 4:50 (Pete Bellotte - Giorgio Moroder)
5. Pandora's Box – 4:56 (Pete Bellotte - Giorgio Moroder)
6. Full of Emptiness (Reprise) – 2:20 (Pete Bellotte - Giorgio Moroder)

## Formazione
- Donna Summer – voce
- Molly Moll, Nick Woodland, Pete Bellotte – chitarra
- Dave King – basso
- Michael Thatcher – tastiere
- Giorgio Moroder – tastiere, percussioni
- Martin Harrison – batteria
- Franz Deuber – arrangiamento
- Bernie Brocks – percussioni
- Lucy, Betsy, Gitta – cori

## Classifiche
| Classifica (1975/1976) | Posizione massima |
| ---------------------- | ----------------- |
| Germania               | 23                |
| Giappone               | 64                |
| Italia                 | 6                 |
| Norvegia               | 9                 |
| Regno Unito            | 16                |
| Stati Uniti            | 11                |
| Stati Uniti R&B        | 6                 |
| Svezia                 | 7                 |

### Classifiche di fine anno
| Classifica (1976) | Posizione |
| ----------------- | --------- |
| Italia            | 33        |